# Station Overpelt
Station Overpelt is een spoorweghalte langs spoorlijn 19 in de deelgemeente Overpelt van de gemeente Pelt.
In 1911 werd de stopplaats met de naam Overpelt-Dorp geopend, 11 jaar nadat het station Overpelt-Werkplaatsen was geopend. Het beheer gebeurde vanuit het station Neerpelt. Op 7 mei 1922 werd de stopplaats afgeschaft en op 23 februari 1937 werd ze terug heropend tot bij de opheffing van het reizigersverkeer op de spoorlijn in 1953. In 1978 werd de halte heropend en kreeg ze de naam Overpelt.

## Treindienst
| Serie    | Treinsoort            | Route | Bijzonderheden             |
| -------- | --------------------- | --- | -------------------------- |
| IC 10    | Intercity (NMBS)      | Antwerpen-Centraal – Mol – Overpelt – Hamont                                                                |                            |
| P 8220   | Piekuurtrein (NMBS)   | [ Hamont – Overpelt – ] / [ Essen – Antwerpen-Centraal – ] Leuven – Heverlee                                | Een trein op zondagavond.  |
| ICT 6710 | Toeristentrein (NMBS) | [ Neerpelt – Overpelt – ] / [ Turnhout – ] Herentals – Mechelen – Gent-Sint-Pieters – Brugge – Blankenberge | Rijdt in juli en augustus. |

## Galerij

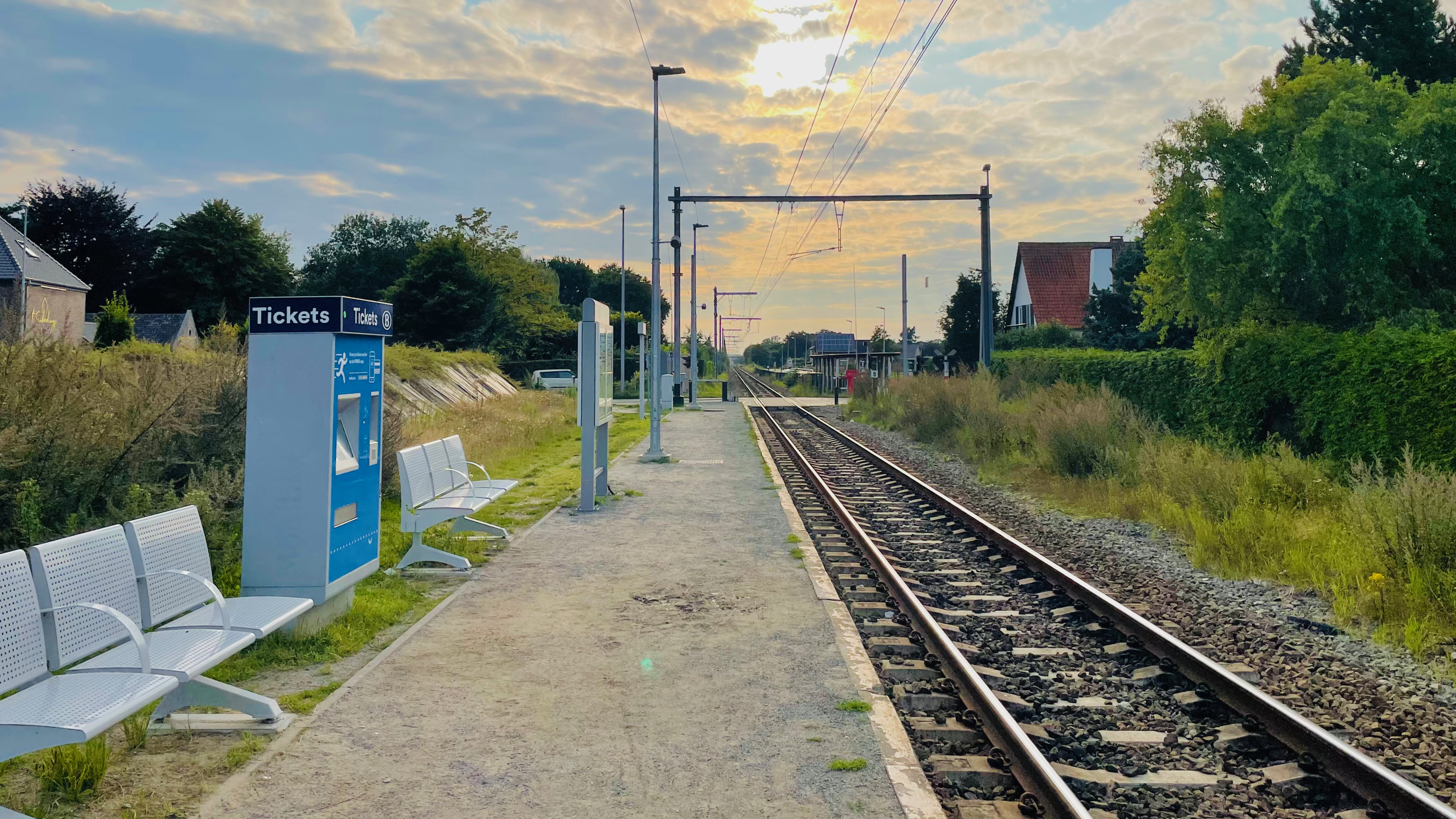
Zicht op het perron
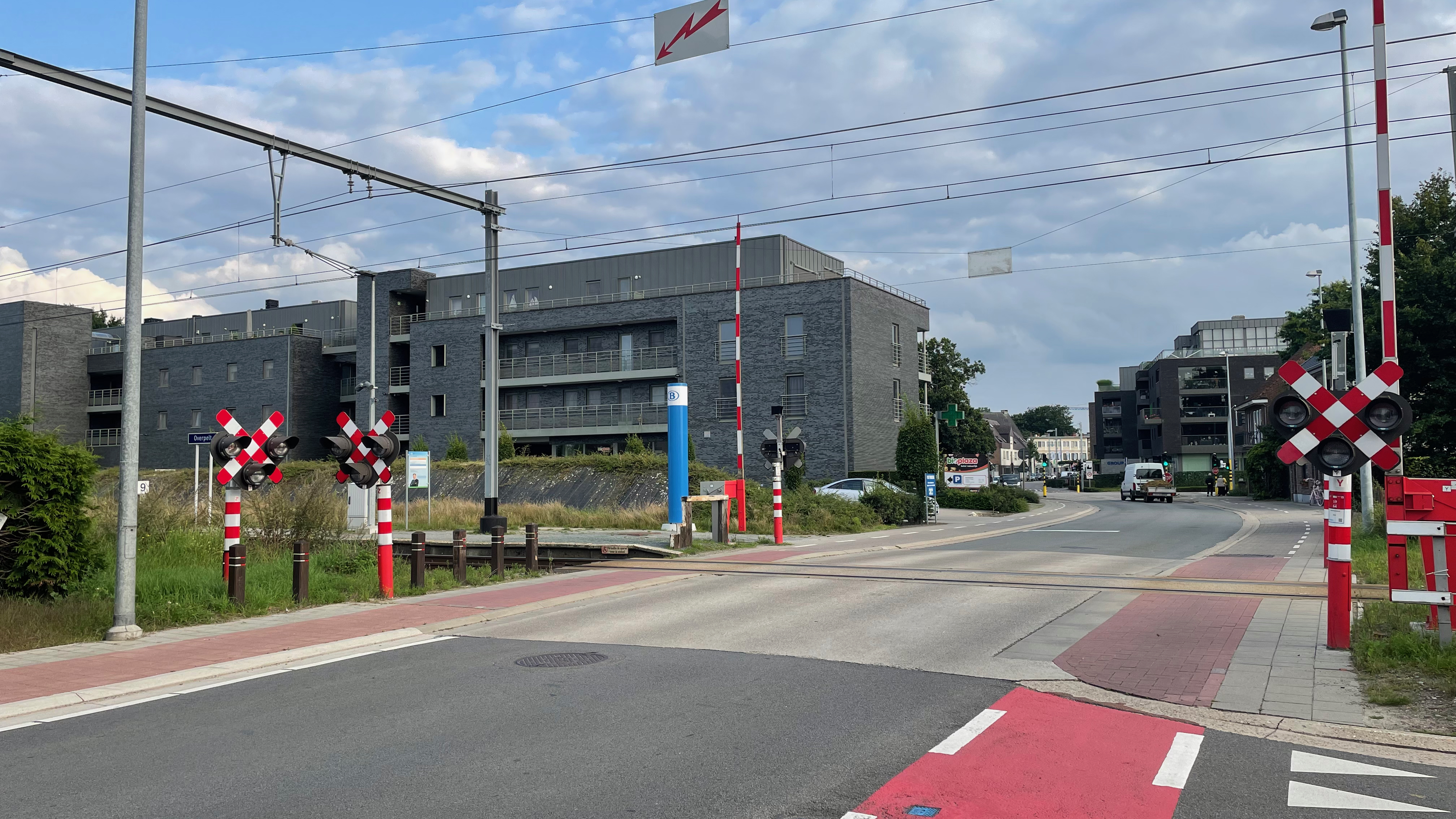
Overweg aan het station
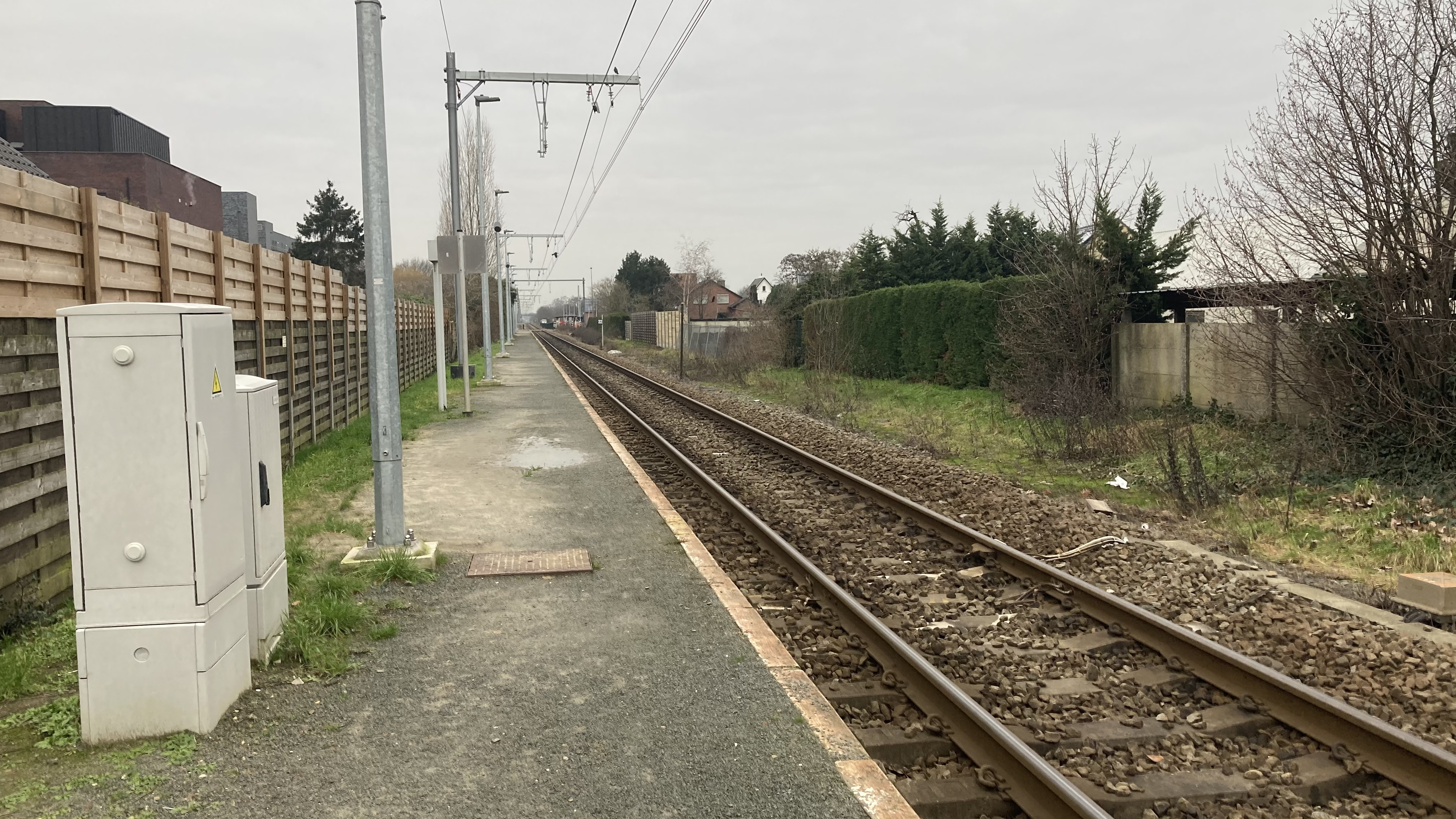
Perron naast het spoor

## Reizigerstellingen
De grafiek en tabel geven het gemiddeld aantal instappende reizigers weer op een week-, zater- en zondag.
| Tabel: aantal instappende reizigers station Overpelt | Tabel: aantal instappende reizigers station Overpelt | Tabel: aantal instappende reizigers station Overpelt | Tabel: aantal instappende reizigers station Overpelt |
|                                                      | Weekdag                                              | Zaterdag                                             | Zondag                                               |
| ---------------------------------------------------- | ---------------------------------------------------- | ---------------------------------------------------- | ---------------------------------------------------- |
| 1978                                                 | 54                                                   | 14                                                   | 36                                                   |
| 1979                                                 | 62                                                   | 35                                                   | 43                                                   |
| 1980                                                 | 93                                                   | 36                                                   | 53                                                   |
| 1981                                                 | 92                                                   | 37                                                   | 74                                                   |
| 1982                                                 | 104                                                  | 42                                                   | 94                                                   |
| 1983                                                 | 114                                                  | 15                                                   | 127                                                  |
| 1984                                                 | 95                                                   | 64                                                   | 69                                                   |
| 1985                                                 | 80                                                   | 32                                                   | 85                                                   |
| 1986                                                 | 97                                                   | 27                                                   | 60                                                   |
| 1987                                                 | 125                                                  | 31                                                   | 108                                                  |
| 1988                                                 | 109                                                  | 38                                                   | 100                                                  |
| 1989                                                 | 132                                                  | 32                                                   | 57                                                   |
| 1990                                                 | 133                                                  | 48                                                   | 137                                                  |
| 1991                                                 | 124                                                  | 51                                                   | 142                                                  |
| 1992                                                 | 110                                                  | 60                                                   | 122                                                  |
| 1993                                                 | 100                                                  | 29                                                   | 120                                                  |
| 1994                                                 | 145                                                  | 43                                                   | 121                                                  |
| 1995                                                 | 122                                                  | 51                                                   | 118                                                  |
| 1996                                                 | 131                                                  | 54                                                   | 120                                                  |
| 1997                                                 | 118                                                  | 43                                                   | 123                                                  |
| 1998                                                 | 123                                                  | 38                                                   | 127                                                  |
| 1999                                                 | 129                                                  | 47                                                   | 94                                                   |
| 2000                                                 | 123                                                  | 78                                                   | 111                                                  |
| 2001                                                 | 100                                                  | 57                                                   | 90                                                   |
| 2002                                                 | 114                                                  | 68                                                   | 116                                                  |
| 2003                                                 | 157                                                  | 59                                                   | 102                                                  |
| 2004                                                 | 178                                                  | 70                                                   | 114                                                  |
| 2005                                                 | 188                                                  | 63                                                   | 165                                                  |
| 2006                                                 | 165                                                  | 88                                                   | 118                                                  |
| 2007                                                 | 241                                                  | 78                                                   | 80                                                   |
| 2008                                                 | -                                                    | -                                                    | -                                                    |
| 2009                                                 | 208                                                  | 85                                                   | 97                                                   |
| 2010                                                 | -                                                    | -                                                    | -                                                    |
| 2011                                                 | -                                                    | -                                                    | -                                                    |
| 2012                                                 | 261                                                  | 79                                                   | 150                                                  |
| 2013                                                 | 240                                                  | 53                                                   | 91                                                   |
| 2014                                                 | 268                                                  | 134                                                  | 218                                                  |
| 2015                                                 | 237                                                  | 120                                                  | 227                                                  |
| 2016                                                 | 263                                                  | 86                                                   | 165                                                  |
| 2017                                                 | 261                                                  | 116                                                  | 165                                                  |
| 2018                                                 | 275                                                  | 116                                                  | 174                                                  |
| 2019                                                 | 248                                                  | 71                                                   | 146                                                  |
| 2020                                                 | 174                                                  | 44                                                   | 69                                                   |
| 2021                                                 | -                                                    | -                                                    | -                                                    |
| 2022                                                 | 199                                                  | 136                                                  | 226                                                  |
| 2023                                                 | 256                                                  | 130                                                  | 174                                                  |
| 2024                                                 | 219                                                  | 213                                                  | 193                                                  |

## Bussen
| Buslijn | Traject            | Extra      |
| ------- | ------------------ | ---------- |
| 804     | Overpelt - Genk    | 1x per dag |
| X19     | Neerpelt - Hasselt |            |
| 33      | Neerpelt - Genk    |            |
| 338     | Holheide - Peer    | 1x per dag |
| 82      | Lommel - Hamont    |            |

0,0: Mol ·
2,9: Gompel ·
4,7: Balen-Wezel ·
8,7: Balen-Werkplaatsen ·
10,7: Lommel-Werkplaatsen ·
13,8: Lommel ·
18,6: Lommel-Werkplaatsen ·
21,5: Overpelt ·
22,8: Neerpelt ·
27,4: Sint-Huibrechts-Lille ·
30,9: Hamont